# Сілець (Брагінський район)
Сілець — (біл. вёска Сялец), село (веска) в складі Брагінського району розташоване в Гомельській області Білорусі. Село підпорядковане Малейківській сільській раді і в ньому мешкає 261 осіб (станом на 2004 рік).
Село Сілець розташоване на південному сході Білорусі, в південній частині Гомельської області, неподалік від районного центру Брагіна (за 9 кілометрів на північний схід).